# Arte degli Oliandoli e Pizzicagnoli
L'Arte degli Oliandoli e Pizzicagnoli è stata una delle Arti Minori delle corporazioni di arti e mestieri di Firenze.

## Storia

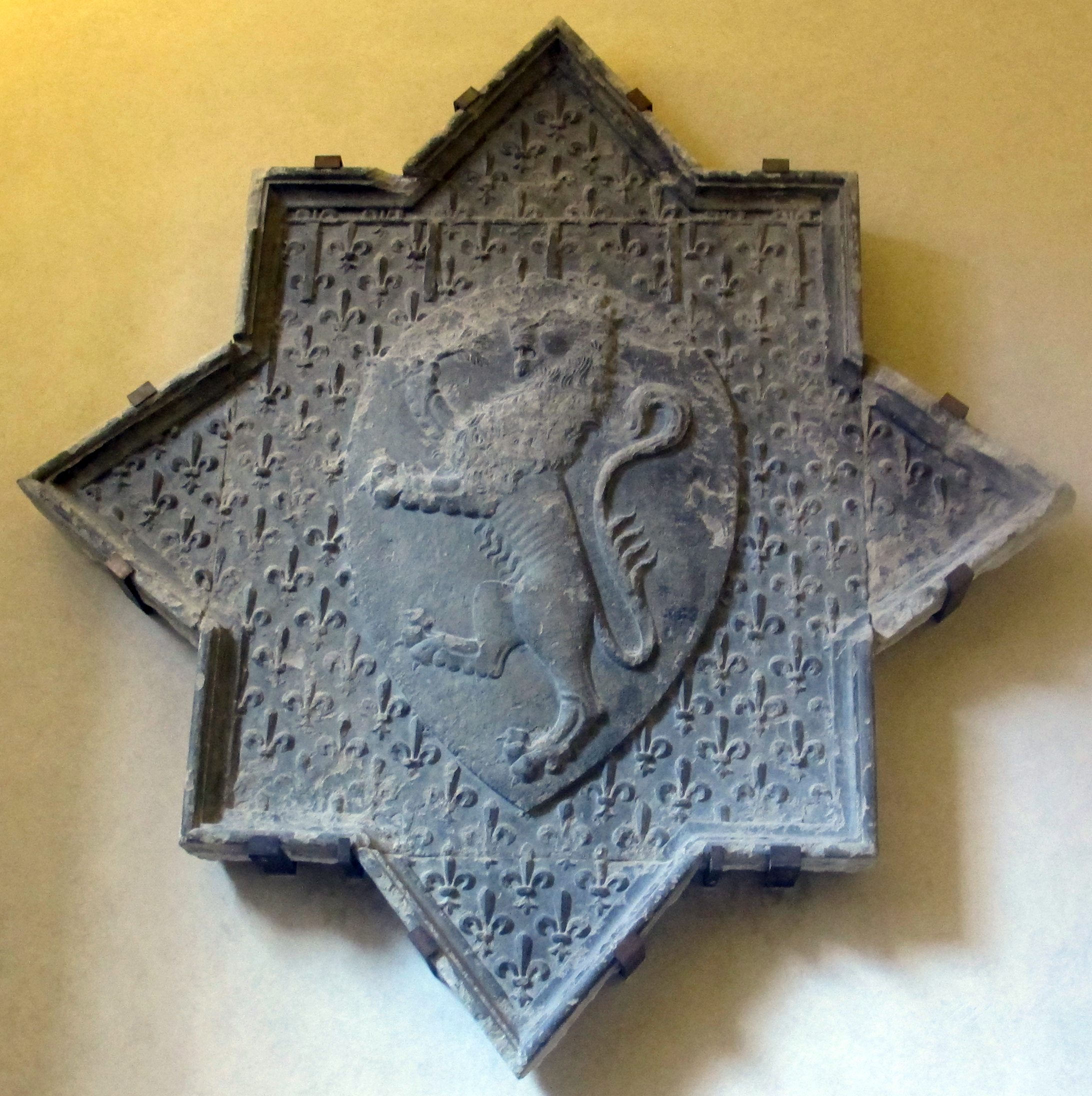
Stemma della corporazione dalla facciata della distrutta sede, oggi al Museo Bardini

La corporazione nacque ufficialmente nel 1338, quando si unirono quelle già esistenti degli oliandoli, dei salaroli (venditori di salumi, carni e pesce sotto sale) e dei caciaroli (venditori di formaggi).
L'Arte si costruì una propria residenza che si affacciava su via Pellicceria, vicino alla piazzetta del Monte di Pietà, e che venne demolita durante il risanamento: alcuni frammenti architettonici provenienti dall'edificio sono divisi tra il Museo Bardini e il Museo di San Marco. 
Il duca Alessandro I dei Medici nel 1534 decise di riformarne gli statuti, riducendole a semplici associazioni di mestiere, senza più alcuna rilevanza sul piano politico. L'"Università di Por San Piero" riunì gli appartenenti alle Arti dei Beccai, Fornai e Oliandoli. Era governata da sei consoli ed ebbe per protettore san Pietro; l'insegna adottata fu un leone rosso rampante su fondo oro con un giglio bianco nella branca destra elevata e la sede venne stabilita inizialmente nel palazzo dell'Arte dei Beccai; nel 1583, un nuovo decreto granducale accorpò questa università con quella dei Fabbricanti, che assunse la denominazione di "Università dei Fabbricanti e Por San Piero" e la residenza venne spostata sotto gli Uffizi, mantenendo la propria insegna.
Nel 1770 Pietro Leopoldo soppresse tutte le Arti istituendo la Camera di Commercio.

## Organizzazione interna

### Oliandoli
Gli oliandoli smerciavano al minuto l'olio, soprattutto di produzione locale, entro i tipici orciolini, che contenevano l'equivalente di circa 33 litri. L'olio della prima spremitura era destinato all'uso alimentare (sebbene in cucina si preferisse il lardo), mentre le seguenti erano di qualità nettamente inferiore ed erano usate per fabbricare saponi e per l'illuminazione (olio lampante). L'illuminazione a olio era infatti comune non solo nelle case, ma anche nelle strade, sui tabernacoli o sui principali edifici pubblici, come il palazzo dei Priori. 

### Pizzicagnoli
I pizzicagnoli erano invece i commercianti al dettaglio di quello che oggi si chiamerebbe gastronomia: caci e formaggi, insaccati di maiale, carne e pesce salati ed essiccati, lardo, oggetti d'uso quotidiano per la cucina e la casa. I venditori di legumi crudi e cotti (fagioli, lupini e ceci soprattutto), di pasta e lasagne cotte, i cialdonai e i trippai invece erano legati all'Arte dei Vinattieri.

## Patronati
La corporazione scelse come proprio protettore san Bartolomeo, che veniva festeggiato il 24 agosto. Inoltre a dicembre, dopo la spremitura del nuovo raccolto, veniva offerto nella chiesa di Santa Maria degli Ughi l'olio per alimentare le lampade votive della Vergine. Per il 15 agosto venivano inoltre donati dei ceri. L'arte non possedeva una nicchia esterna in Orsanmichele, ma decorò un pilastro interno, prima con un San Bartolomeo di Niccolò Gerini e poi con una tavola dello stesso santo eseguita da Lorenzo di Credi.